# はじまりの詩
『はじまりの詩』（はじまりのうた）は、大平峻也の1枚目のミニアルバム。2020年12月16日にビーイングから発売された。

## 概要
- 「Babylon」は和楽器バンドから町屋が桜村眞名義で制作し、蜷川べにが三味線でレコーディング参加した[1]。
- ファンクラブ受注生産限定盤となる“club shu shu盤”のボーナストラックには、2020年2月のバースデーイベントで歌唱され、音源化が望まれていた「ありがとう 3」をもとに大平が新たに作り上げた「ありがとう 4」が初CD化収録される[2][3]。

## 収録曲

### 初回限定盤 White Edition
1. 願い星
作詞：天月-あまつき-　作曲：天月-あまつき-・渡辺拓也　編曲：渡辺拓也
2. Babylon
作詞・作曲・編曲:桜村眞
3. 冷たい雨
作詞・作曲：IMAKISASA　編曲：伊原シュウ・Dr. Lilcom
4. Cage
作詞:川島亮祐　作曲・編曲:サクマリョウ
5. Moon Shadow
作詞・作曲・編曲:山元祐介
6. キミのいる未来
作詞：大平峻也　作曲：寛-hero-　編曲：TATSUKI

### 初回限定盤 Black Edition
1. 願い星
2. Babylon
3. 冷たい雨
4. Cage
5. Moon Shadow
6. JOKER
作詞：大平峻也　作曲・編曲：Rockwell

### club shu shu盤
1. 願い星
2. Babylon
3. 冷たい雨
4. Cage
5. Moon Shadow
6. ありがとう 4
作詞・作曲：大平峻也　編曲：Command S.inc

### 通常盤
1. 願い星
2. Babylon
3. 冷たい雨
4. Cage
5. Moon Shadow